# Neptis eurymenes
Neptis eurymenes är en fjärilsart som beskrevs av Butler 1883. Neptis eurymenes ingår i släktet Neptis och familjen praktfjärilar. Inga underarter finns listade i Catalogue of Life.